# 包節
包節（1506年—1556年），字元达，号蒙泉，直隸松江府華亭縣（今屬上海市）民籍，浙江嘉興縣人。明朝政治人物。

## 生平
包節五歲喪父，母親楊氏堅持教育培養。嘉靖七年（1528年）中式應天府乡试第二十名举人，嘉靖十一年（1532年），登壬辰科会试第265名，三甲105名进士。授山東东昌府推官，入为监察御史，彈劾兵部尚書張瓚貪穢。出按雲南，請求體恤貧民，得到批准。之後巡按湖广。
显陵守备太监廖斌骄横不法，包節准备惩治，事情泄露，反被诬陷，下诏狱，嘉靖二十五年（1546年）谪戍庄浪卫。三年後闻母亲病亡，又五年弟包孝病逝，哀毁得疾，卒于戍所，年五十一。

## 著作
曾著《苑詩類選》《西戍北逮錄》《通考意抄》《二十一史意抄》《釋疑錄》《湟中稿》等，編《陕西行都司志》。有《包侍御集》。

## 家族
曾祖包俊，封南京禮部郎中。祖父包鼎，成化戊戌进士、池州府知府，遂全家遷移至華亭，進階亞中大夫。父包志，监生，贈徵仕郎中書舍人。母杨氏。慈侍下。兄包洪（贡士）、包浩、包湧、包淳、包濂，俱庠生；包漢。弟深、澯、包孝（贡士）、包汴（進士、四川右參議）、治、澤。
子包杞（鴻臚寺序班）；包梓（監生）；包梗（監生）。侄子包柷（監生）；包梯（庠生）；包檉芳（貴州提學副使）；包桂芳（廩生）；包栢芳（庠生）；包槐芳（監生）；包林芳（福建都司經歷）；包漸林（誥敕房供事、禮部儀制司員外郎）；敷林（監生）。
孫包兆祥（監生）；弘毅（庠生）；弘燾（庠生）；文燧（庠生）；文燮（庠生）。姪孫包有魚（福建布政司理問）；世熙（姪孫 監生）；世杰（舉人）；文烱（誥勅房供事中書舍人）；文煐（庠生）；文煌（庠生）；世美（庠生）；文炘（庠生）；文燈（庠生）。

## 延伸阅读
[在维基数据编辑]
 《明史卷二百〇七》，出自《明史》
 《國朝獻徵錄·卷之六十五》，出自焦竑《國朝獻徵錄》
 在维基共享资源阅览影像